# Teatro Municipal Lord Cochrane
El Teatro Municipal Lord Cochrane es un teatro chileno de la ciudad de Valdivia, capital de la Región de Los Ríos. Construido en 1956 para una capacidad inicial de 434 personas, en 1992 se le hicieron varias remodelaciones, quedando con una capacidad total para 427 personas. En el teatro se realizan eventos de teatro, danza, entre otras actividades, tales como el Festival Internacional de Cine de Valdivia. Ubicado en la calle Independencia dentro de la Municipalidad de Valdivia y frente a la Plaza Chile, desde su inauguración ha sido fundamental para el desarrollo cultural de la ciudad. A diferencia del Teatro Regional Cervantes, que está a cargo de la Corporación Cultural Municipal, este es un teatro dependiente de la Municipalidad de Valdivia.

### Daños y reconstrucciones

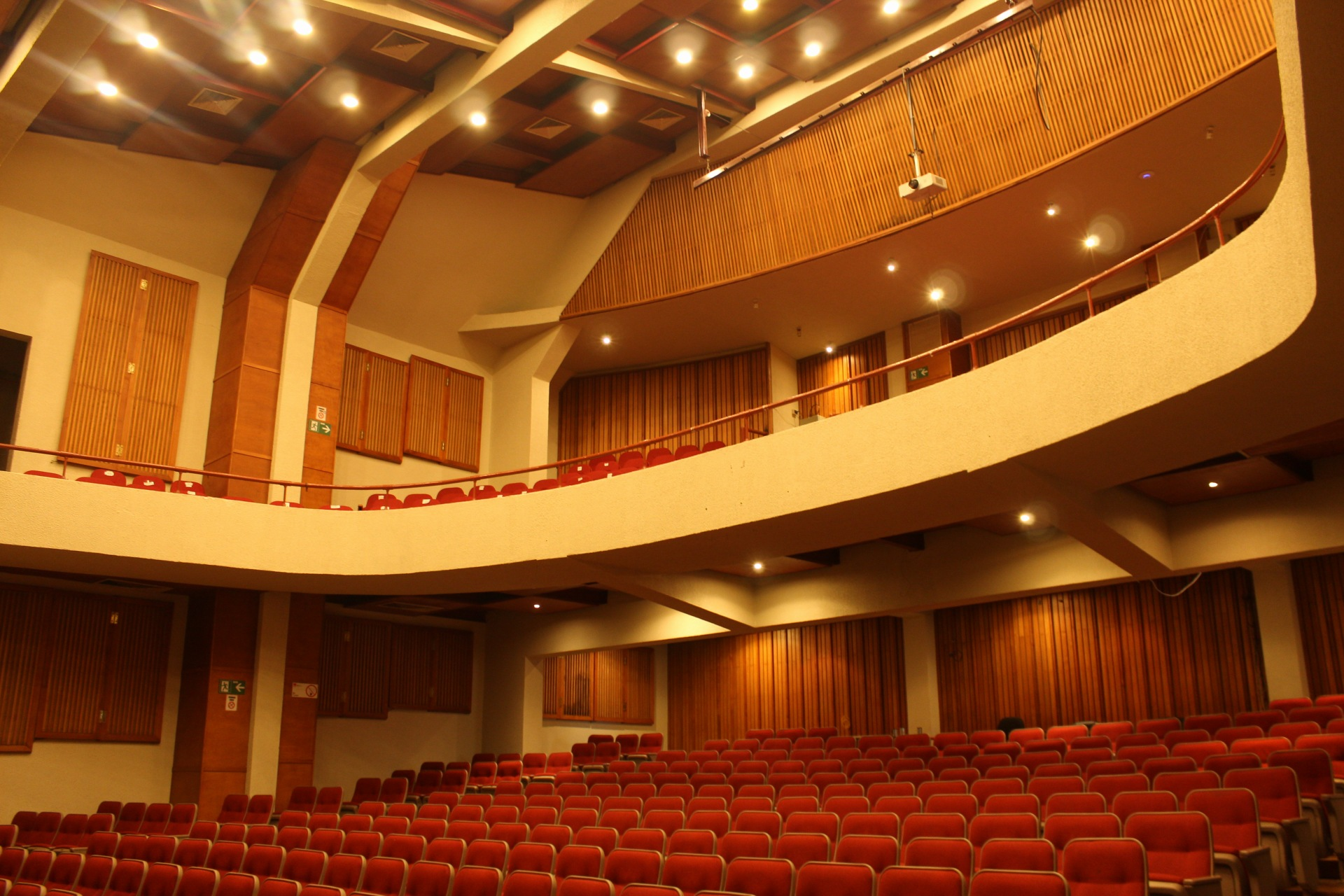
El teatro en 2024

Fue remodelado en 1998 a través de un proyecto Fondart Nacional. A través de ello se mejoró el primer piso, los servicios, la concha acústica y el escenario, en tanto que el segundo piso quedó pendiente a la espera de un nuevo financiamiento. Teniendo  una capacidad total para 400 personas, de las cuales 280 se ubicaban en las butacas de platea baja.
En el año 2011 el municipio de Valdivia realizó mejoras en la infraestructura disponible, a cargo del exalcalde y expresidente de la Corporación Cultural Municipal de Valdivia (CCM), Bernardo Berger, que anunció que la institución se autoimpuso la tarea de remodelar y mejorar el segundo piso del teatro, que acoge la platea alta del edificio.
El 20 de diciembre de 2018 se originó un incendio. El fuego comenzó alrededor de las 16:15 horas mientras que la empresa Juan Segundo Santana realizaba trabajos de remodelación y refacción. Al menos 130 funcionarios de la Municipalidad de Valdivia tuvieron que ser evacuados del edificio durante esa tarde luego de que el incendio se iniciara en el techo del teatro.
Luego de su cierre total por el incendio de 2018, el Teatro Municipal Lord Cochrane no pudo abrir sus puertas a pesar de que en 2019 ya habían finalizado las obras de reconstrucción. Luego de eso, el teatro presentó más desperfectos por lo que se licitó su nuevo proceso de reparación y se esperaba que pudiera ser habilitado nuevamente en octubre del mismo año.
En octubre de 2021, la actual administración a cargo de Carla Amtmann, confirmó la reapertura del teatro luego de casi 4 años sin eventos. La razón de la reapertura fue el Festival Internacional de Cine de Valdivia en el que se exhibieron más de una decena de películas entre el 11 y 17 de octubre. 

### Descripción y cartelera
Este teatro representa un sitio emblemático de la cultura local, al ser anfitrión de diferentes festivales culturales reconocidos a nivel nacional e internacional, como el FICV (Festival Internacional de Cine de Valdivia) y el Festival Internacional de Jazz de Valdivia. También la famosa Lluvia de Teatro, que ocurre en invierno en diferentes espacios escénicos en Valdivia y que además trae obras de compañías de Santiago, Concepción, Valdivia y Coyhaique, convirtiéndose en un tradicional panorama de las vacaciones de invierno en la Perla del Sur, haciendo del teatro uno de sus anfitriones principales y colaborador de la Feria del Libro.